# Rosario Castellanos
Rosario Castellanos, (født 25. maj 1925, død 7. august 1974), var en mexicansk forfatter. Hendes hovedværk er romanen Balún Canán (1957, da. De ni vogtere, 1990)
25. maj 2016 dedikerer Google deres Google Doodle til Rosario Castellanos i anledning af hendes 91-års fødselsdag.